# Дмитрий Турсунов
Дмитрий Игоревич Турсунов е руски тенисист, роден на 12 декември 1982 г. в Москва. Турсунов е известен с чувството си за хумор. Избран е да бъде блогър на турнира в Ещорил през 2006, а блогът му, в който в хумористичен стил разказва за навиците на колегите му, мачовете му на двойки с Марат Сафин, португалските шофьори и т.н., става толкова популярен, че той бива избран за постоянен блогър на официалния сайт на АТП. С отбора на Русия печели Купа Дейвис през 2006, а през 2007 г. печели Хопман Къп заедно с Надя Петрова.

## Кариера
Турсунов е запален по тениса от баща си, който е бил инженер в Института за атомни изследвания, а сега е треньор по тенис и върти бизнес с тенис аксесоари. Дмитрий заминава за САЩ когато е на 12 години.
Става професионалист през 2000 г. Още през януари същата година си чупи левия крак и отсъства от кортовете четири месеца. След като се завръща печели три Фючърс турнири.
През 2001 печели по един Фючърс и Чалънджър турнир, преди да дебютира като квалификант в турнира от АТП Тур в Мемфис, където стига до четвъртфинал.
Първият турнир през 2002 г., в който Турсунов участва, е чак в края на юни, защото контузия в гърба отново го принуждава да остави ракетата. До края на годината печели един Чалънджър турнир.
През 2003 за първи път в кариерата си влиза в Топ 100 на света. Дебютира на турнир от Големия шлем на Откритото първенство на САЩ, където стига до третия кръг. Печели още два Чалънджъра.
През 2004 печели един Чалънджър и стига за първи път до полуфинл на турнир от висока категория (във Вашингтон). След Откритото първенство на САЩ Турсунов отново не излиза на корта в продължение на почти седем месеца заради счупен прешлен.
Най-доброто му класиране на турнир от Големия шлем е на Уимбълдън през 2005, където стига до четвърти кръг. Любопитен факт е че на мача от втория кръг срещу местния любимец Тим Хенман Турсунов трябва да играе с рекламен екип на турнира, защото преди срещата неизвестно лице открадва тениските му от съблекалнята. След нова титла от Чалънджър турнир Дмитрий отново завършва годината сред стоте най-добри тенисисти.
2006 е най-успешната година в кариерата на Турсунов: титла от АТП Тур – в Мумбай и финал в Лос Анджелис, две титли от Чалънджър турнири. През октомври се изкачва до номер 20 в световната ранглиста. В края на годината допринася за спечелването на Купа Дейвис, като печели мача на двойки с Марат Сафин срещу Агустин Калери и Давид Налбандян.
През 2007 Турсунов печели турнира в Индианаполис. В началото на годината печели Купа Хопман с партньор Надя Петрова, надделявайки на финала над испанците Томи Робредо и Анабел Медина Гаригес. След като руснаците печелят мачовете си на сингъл, срещата на двойки е без значение и се превръща в истинско шоу за публиката. По едно време Турсунов облича един от потниците на Петрова и сменя местата си с Гаригес и играе имитирайки жена, а съдията се включва в закачката и отсъжда точки за Испания.

### Класиране в края на годината
| Година | 2000 | 2001 | 2002 | 2003 | 2004 | 2005 | 2006 | 2007 |
| Сингъл | 359  | 153  | 331  | 98   | 80   | 61   | 22   | 34   |
| Двойки | 738  | 734  | 262  | 366  | 140  | 204  | 57   | 60   |

## Кариерна статистика

### ATP финали (7 титли; 9 финала)
|        | П–З | Година | Турнир                   | Клас         | Настилка   | Опонент         | Резултат           |
| ------ | --- | ------ | ------------------------ | ------------ | ---------- | --------------- | ------------------ |
| Загуба | 0–1 | 2006   | Лос Анджелис Оупън       | Международни | Твърда     | Томи Хаас       | 6–4, 5–7, 3–6      |
| Победа | 1–1 | 2006   | Мумбай Оупън             | Международни | Твърда     | Томаш Бердих    | 6–3, 4–6, 7–6(7–5) |
| Победа | 2–1 | 2007   | Индианаполис Чемпиъншипс | Международни | Твърда     | Франк Данчевич  | 6–4, 7–5           |
| Победа | 3–1 | 2007   | Тайланд Оупън            | Международни | Твърда (з) | Бенямин Бекер   | 6–2, 6–1           |
| Победа | 4–1 | 2008   | Сидни Интернешънъл       | Международни | Твърда     | Крис Гучионе    | 7–6(7–3), 7–6(7–4) |
| Загуба | 4–2 | 2008   | Индианаполис Чемпиъншипс | Международни | Твърда     | Жил Симон       | 4–6, 4–6           |
| Победа | 5–2 | 2008   | Мозел Оупън              | Международни | Твърда (з) | Пол-Анри Матийо | 7–6(8–6), 1–6, 6–4 |
| Победа | 6–2 | 2009   | Истборн Интернешънъл     | 250 серии    | Трева      | Франк Данчевич  | 6–3, 7–6(7–5)      |
| Победа | 7–2 | 2011   | Росмален Чемпиъншипс     | 250 серии    | Трева      | Иван Додиг      | 6–3, 6–2           |

### Титли на сингъл (14)
| №   | Дата           | Турнир                          | Противник           | Резултат         |
| 1.  | 30.07.2000     | Сейнт Джоузеф, Мисури, САЩ F20  | Питър Лучак         | 6:7(2), 6:0, 6:2 |
| 2.  | 26.11.2000     | Малибу, Калифорния, САЩ F28     | Хосе де Армас       | 6:2, 6:1         |
| 3.  | 10.12.2000     | Скотсдейл, Аризона, САЩ F30     | Щефан Ваутерс       | 6:4, 7:5         |
| 4.  | 28 януари 2001 | Хелъндейл Бийч, Флорида, САЩ F3 | Джеф Морисън        | 7:6(0), 6:3      |
| 5.  | 11.02.2001     | Далас, Тексас, САЩ              | Джъстин Бауър       | 6:2, 6:4         |
| 6.  | 15.09.2002     | Клермонт, Калифорния, САЩ F24А  | Рейвън Клаасен      | 6:3, 6:4         |
| 7.  | 21.09.2003     | Мендевил, Луизиана, САЩ         | Ян Херних           | 3:6, 6:3, 6:4    |
| 8.  | 28.09.2003     | Сан Антонио, Тексас, САЩ        | Себастиан дьо Шонак | 6:2, 6:7(3), 6:4 |
| 9.  | 01.02.2004     | Уайколоа, Хаваи, САЩ            | Алехандро Фала      | 7:5, 7:6(4)      |
| 10. | 23.10.2005     | Колдинг, Дания                  | Стив Дарси          | 6:3, 6:4         |
| 11. | 19.03.2006     | Сънрайз, Флорида, САЩ           | Алберто Мартин      | 6:3, 6:1         |
| 12. | 01.10.2006     | Мумбай, Индия                   | Томас Бердих        | 6:3, 4:6, 7:6(5) |
| 13. | 19.11.2006     | Днепропетровск, Украйна         | Бенямин Бекер       | 7:6(7), 6:4      |
| 14. | 29.07.2007     | Индианаполис, Индиана, САЩ      | Франк Данчевич      | 6:4, 7:5         |

| Легенда           |
| Голям шлем (0)    |
| Мастърс Къп (0)   |
| Серии Мастърс (0) |
| АТП Тур (2)       |
| Чалънджър (7+4)   |
| Фючърс (5+1)      |

### Загубени финали на сингъл (5)
| №  | Дата       | Турнир                        | Противник       | Резултат            |
| 1. | 23.07.2001 | Канзас Сити, Мисури, САЩ F19  | Джеймън Краб    | 2:6, 4:6            |
| 2. | 05.11.2000 | Хетисбърг, Мисисипи, САЩ F25  | Скот Берън      | 7:6(2), 6:7(7), 3:6 |
| 3. | 20.07.2003 | Аптос, Калифорния, САЩ        | Джеф Залценщайн | 7:5, 5:7, 4:6       |
| 4. | 17.08.2003 | Бронкс, Ню Йорк, САЩ          | Иво Карлович    | 3:6, 3:6            |
| 5. | 30.07.2006 | Лос Анджелис, Калифорния, САЩ | Томи Хаас       | 6:4, 5:7, 3:6       |

### Титли на двойки (5)
| №  | Дата       | Турнир                      | Партньор            | Противник                   | Резултат         |
| 1. | 21.05.2000 | Веро Бийч, Флорида, САЩ F12 | Левар Харпър-Грифит | Диего Аяла Хосе де Армас    | 6:3, 6:4         |
| 2. | 03.11.2002 | Тайлър, Тексас, САЩ         | Питър Лучак         | Джейсън Маршъл Антъни Рос   | 6:1, 6:4         |
| 3. | 17.11.2002 | Ноксвил, Тенеси, САЩ        | Мартин Веркерк      | Уго Армандо Серхио Ройтман  | 6:3, 6:4         |
| 4. | 21.03.2004 | Бока Ратон, Флорида, САЩ    | Игор Андреев        | Кенет Карлсен Томас Енквист | 6:3, 6:7(3), 7:5 |
| 5. | 30.04.2005 | Рим, Италия                 | Мануел Жоркера      | Виктор Йонита Разван Сабау  | 1:6, 7:6(4), 6:4 |

### Загубени финали на двойки (7)
| №  | Дата       | Турнир                   | Партньор         | Противник                                    | Резултат      |
| 1. | 07.03.1999 | Манила, Филипини F1      | Иракли Лабадзе   | Маркус Хилперт Андрю Рюб                     | 4:6, 6:7      |
| 2. | 01.06.2003 | Торино, Италия           | Джак Брейсингтън | Емилио Бенфеле-Алварес Габриел Трухийо-Солер | 4:6, 2:6      |
| 3. | 22.08.2004 | Вашингтон, САЩ           | Травис Перът     | Крис Хагард Роби Кьониг                      | 6:7(3), 1:6   |
| 4. | 15.05.2005 | Сан Ремо, Италия         | Мануел Жоркера   | Франческо Алди Томас Тенкони                 | 4:6, 3:6      |
| 5. | 18.09.2005 | Пекин, Китай             | Михаил Южни      | Джъстин Гимелстоуб Нейтън Хийли              | 6:4, 3:6, 2:6 |
| 6. | 19.03.2006 | Сънрайз, Флорида, САЩ    | Горан Драгичивич | Петр Пала Робин Вик                          | 4:6, 2:6      |
| 7. | 24.06.2006 | Нотингам, Великобритания | Игор Куницин     | Йонатан Ерлих Анди Рам                       | 3:6, 2:6      |

### Отборни титли (2)
| №  | Дата          | Турнир                      | Съотборници                                               | Противник                          | Резултат |
| 1. | 03.12.2006    | Купа Дейвис, Русия          | Марат Сафин, Николай Давиденко, Михаил Южни, Игор Андреев | Аржентина                          | 3 – 2    |
| 2. | 5 януари 2007 | Хопман Къп, Пърт, Австралия | Надя Петрова                                              | Томи Робредо Анабел Медина Гаригес | 2 – 0    |